# Sewall's Point
Sewall's Point es un pueblo ubicado en el condado de Martín en el estado estadounidense de Florida. En el Censo de 2010 tenía una población de 1996 habitantes y una densidad poblacional de 186,15 personas por km².

## Geografía
Sewall's Point se encuentra ubicado en las coordenadas 27°11′49″N 80°11′56″O / 27.19694, -80.19889. Según la Oficina del Censo de los Estados Unidos, Sewall's Point tiene una superficie total de 10.72 km², de la cual 3.07 km² corresponden a tierra firme y (71.38%) 7.65 km² es agua.

## Demografía
Según el censo de 2010, había 1996 personas residiendo en Sewall's Point. La densidad de población era de 186,15 hab./km². De los 1996 habitantes, Sewall's Point estaba compuesto por el 97.49% blancos, el 0.55% eran afroamericanos, el 0% eran amerindios, el 0.95% eran asiáticos, el 0.05% eran isleños del Pacífico, el 0.45% eran de otras razas y el 0.5% pertenecían a dos o más razas. Del total de la población el 3.06% eran hispanos o latinos de cualquier raza.